# Thomas Arthur Cope
Thomas Arthur Cope (1949 ) es un botánico, y explorador inglés . Ha trabajado extensamente en los herbarios de la flora británica e irlandesa, y a recolectado especímenes de Bolivia.

## Algunas publicaciones
- t.a. Cope. 1984. Some new Arabian grasses. Kew Bull. 39: 833-836

- w.d. Clayton, t.a. Cope. 1980. The chorology of Old World species of Gramineae. Kew Bull. 35: 135–171

## Honores

### Epónimos
Especies de la familia Poaceae
- Chrysopogon copei  N.Mohanan & Ravi 2001

- Dimeria copei Ravi 1996

- Festuca copei Renvoize 1998
- La abreviatura «Cope» se emplea para indicar a Thomas Arthur Cope como autoridad en la descripción y clasificación científica de los vegetales.[2]